# George Lăzărescu
George Lăzărescu (n. 6 mai 1922, Călărași, Călărași, România – d. 2006) a fost un istoric literar și traducător român, specialist în limba și literatura italiană.

## Biografie
S-a născut în familia micului comerciant Ioan Lăzărescu și a soției sale, Ecaterina (n. Boeru). A urmat școala primară și primele două clase de liceu la Călărași și a urmat cursurile Facultății de Litere și Filozofie, specializarea Limba și literatura italiană - limba latină, ale Universității din București. A beneficiat în 1942 de o bursă la Universitatea din Perugia și a obținut licența în limba și literatura italiană în 1945 cu lucrarea Mitologia în opera lui D'Annunzio.
După absolvirea facultății a lucrat ca profesor de limba și literatura italiană la mai multe licee: Liceul „Spiru Haret” și Liceul „Mihai Eminescu” din București (1945-1946), Colegiul „Filipescu” de la Mănăstirea Dealu și Liceul „D. Cantemir” din Predeal (1946-1954). A început în anul 1954 o carieră universitară la Catedra de limba și literatură italiană a Facultății de Limbi Romanice a Universității din București, fiind pe rând asistent universitar (1954-1958), lector universitar (1958-1970), conferențiar universitar (1970-1974, 1978-1992). A beneficiat de alte câteva burse de studii în Italia: la Universitatea din Perugia (1956) și la Arhivele Vaticanului și Colegiul de Propaganda Fide din Roma (1968). A obținut titlul de doctor în științe filologice (filologie romanică) în 1968 cu teza Țările Române și Italia până la 1600, care a fost extinsă în colaborare cu prof. Nicolae Stoicescu și publicată în 1972.
A lucrat în paralel pe post de cadru diplomatic la Direcția Culturală a Ministerului Afacerilor Externe (1959–1966), fiind detașat în perioada 1964-1965 ca atașat cultural la Ambasada României de la Roma. În perioada 1974-1978 a predat limba și cultura română ca profesor asociat la Institutul de Filologie romanică al Universității din Pisa. Ulterior, începând din 1992, George Lăzărescu a fost profesor universitar la Facultatea de Arte Decorative și Design a Academiei de Artă din București.
A fost membru al numeroase instituții culturale: Accademia di Romania, Uniunea Scriitorilor din România (din 1969), Academia Internațională de Artă Modernă din Roma (din 1971), Academia ARCADIA din Roma (din 1971), Academia Internațională de Propagandă Culturală (din 1971), Asociația Culturală România – Italia (președinte, din 1994) etc. A participat la colocvii, congrese și simpozioane naționale și internaționale și a susținut conferințe în Italia. Profesorul George Lăzărescu a decedat în anul 2006.
În semn de apreciere a eforturilor de promovare a culturii italiene, George Lăzărescu a fost decorat cu Ordinul Meritul Cultural al Republicii Italiene în grad de cavaler (1971) și în grad de comandor (1992). De asemenea, i s-a conferit în anul 2004 Ordinul Meritul Cultural al României în grad de Comandor, categoria F - „Promovarea culturii” „pentru contribuțiile deosebite în promovarea culturii și civilizației românești, pentru realizarea unor programe complexe de mediatizare a acestora atât în țară, cât și peste hotare”.

## Activitatea publicistică
George Lăzărescu a debutat publicistic în 1956 cu o traducere din Epistolarul lui Torquato Tasso. A colaborat cu articole, studii și eseuri referitoare la relațiile culturale româno-italiene în reviste italienești (Il Veltro, Uomini e libri, Opera aperta, Quaderni dell’umanesimo ș.a.). A publicat manuale, cursuri și dicționare de limba italiană, unele cu o largă circulație precum: Morfologia limbii italiene (1968), Corso di storia dell’arte italiana (1974), Breve antologia della poesia italiana (1978), Italia – cultura e civiltà (1980) și Civilizație italiană (1987), dar și studii dedicate literaturii și civilizației italiene (Petrarca prozatorul, 1975; Galileo Galilei – dialog cu planetele, 1982).
În afară de activitatea didactică și publicistică, profesorul Lăzărescu a rămas cunoscut ca traducător de literatură italiană. A tradus în limba română scrieri ale lui Francesco Petrarca, Leon Battista Alberti, Edmondo de Amicis, Alberto Moravia și Giulio Carlo Argan, dar a tradus, de asemenea, în limba italiană un volum de poezii de Ioan Alexandru.
Lucrările Repere de cultură (1982), Prezențe românești în Italia (1995) și Școala română din Roma (2002) contribuie la o mai bună cunoaștere a relațiilor culturale româno-italiene.

## Opera
- Țările Române și Italia până la 1600, București, în colab. cu Nicolae Stoicescu, 1972;
- Petrarca prozatorul, București, 1975;
- Storia della civiltà italiana, București, 1977;
- Dicționar mitologic, București, 1979 (alte ed., 1992; 1998);
- Italia - cultura e civiltà, București, 1980 (altă ed., 2001);
- Mic dicționar italian-român, București, 1982;
- Galileo Galilei – dialog cu planetele, București, 1982;
- Repere de cultură, București, 1982;
- Civilizație italiană, București, 1987;
- Prezențe românești în Italia, București, 1995;
- Școala română din Roma, București, 1996 (ed. a II-a, 2002).

### Traduceri
- Mario Tobino, Organizația clandestină, București, 1964;
- Ippolito Nievo, Memoriile unui italian, I-II, București, 1969;
- Alberto Moravia, Ciociara, în colab. cu Adriana Lăzărescu, București, 1971 (altă ed., 1993);
- Ed. De Amicis, Cuore, în colab. cu Adriana Lăzărescu, București, 1971 (ed. a II-a, 1995);
- Giulio Carlo Argan, De la Bramante la Canova, București, 1974;
- Nicola Rossi-Lemeni, Poeme, București, 1974;
- Gabriele D’Annunzio, Focul, în colab. cu Adriana Lăzărescu, București, 1979;
- Ioan Alexandru, Poezii/Poesie, ed. bilingvă româno-italiană, București, 1981;
- Francesco Petrarca, Scrieri alese, București, 1982;
- Luigi Preti, Drama lui Oberdan, București, 1986;
- Luigi Preti, Planeta Terra în pericol, București, 1991;
- Luigi Preti, Imigrați în Europa, București, 1993;
- Luigi Ugolini, Divina nebunie, București, 1993;
- Stanislao Nievo, Din dragoste adevărată, în colab. cu Adriana Lăzărescu, București, 1994;
- Luigi Preti, Dezechilibrul anului 2000, București, 2000.